# Coelaenomenodera nigricollis
Coelaenomenodera nigricollis es un coleóptero de la familia Chrysomelidae.
Fue descrita científicamente en 1953 por Pic.